# Nagtipunan
Nagtipunan é um município de  primeira classe de renda municipal (d) na província Quirino, nas Filipinas. De acordo com o censo de 1 de maio  de  2020 possui uma população de 25 399 pessoas e 5 754 domicílios.